# Biblioteca Prof. José Roberto do Amaral Lapa

João Falchi Trinca.1985-1989.

A Biblioteca Prof. José Roberto do Amaral Lapa faz parte do Centro de Memória-Unicamp e integra o Sistema de Bibliotecas da Universidade Estadual de Campinas. Voltada para a área de ciências humanas e especializada em história regional, com ênfase na história da cidade de Campinas,  é responsável pela organização e disponibilização para pesquisa de um amplo acervo bibliográfico, composto por mais de 11 mil livros publicados a partir de 1780, jornais e revistas datadas desde a segunda metade do século XIX, além de uma hemeroteca com cerca de 75 mil recortes de jornais e revistas diversos, entre outros documentos.
A Biblioteca foi fundada como um setor autônomo em 1986, em decorrência de uma grande doação recebida pelo Centro de Memória em junho deste ano por parte do bibliófilo campineiro João Falchi Trinca (1911-1995). Iniciada em 1927 quando Trinca tinha 16 anos, é considerada como a mais completa coleção particular sobre Campinas, reunindo itens textuais, iconográficos e bibliográficos em uma verdadeira “campiniana”.
Foi dado o nome do grande historiador brasileiro, membro da Universidade de Campinas que morreu em 2000.
Além do acervo circulante, o setor é também responsável pela guarda das obras bibliográficas provenientes dos conjuntos documentais preservados pelo Centro. Todo acervo pode ser consultado por meio da base Acervus.

O Immigrante. 1907.
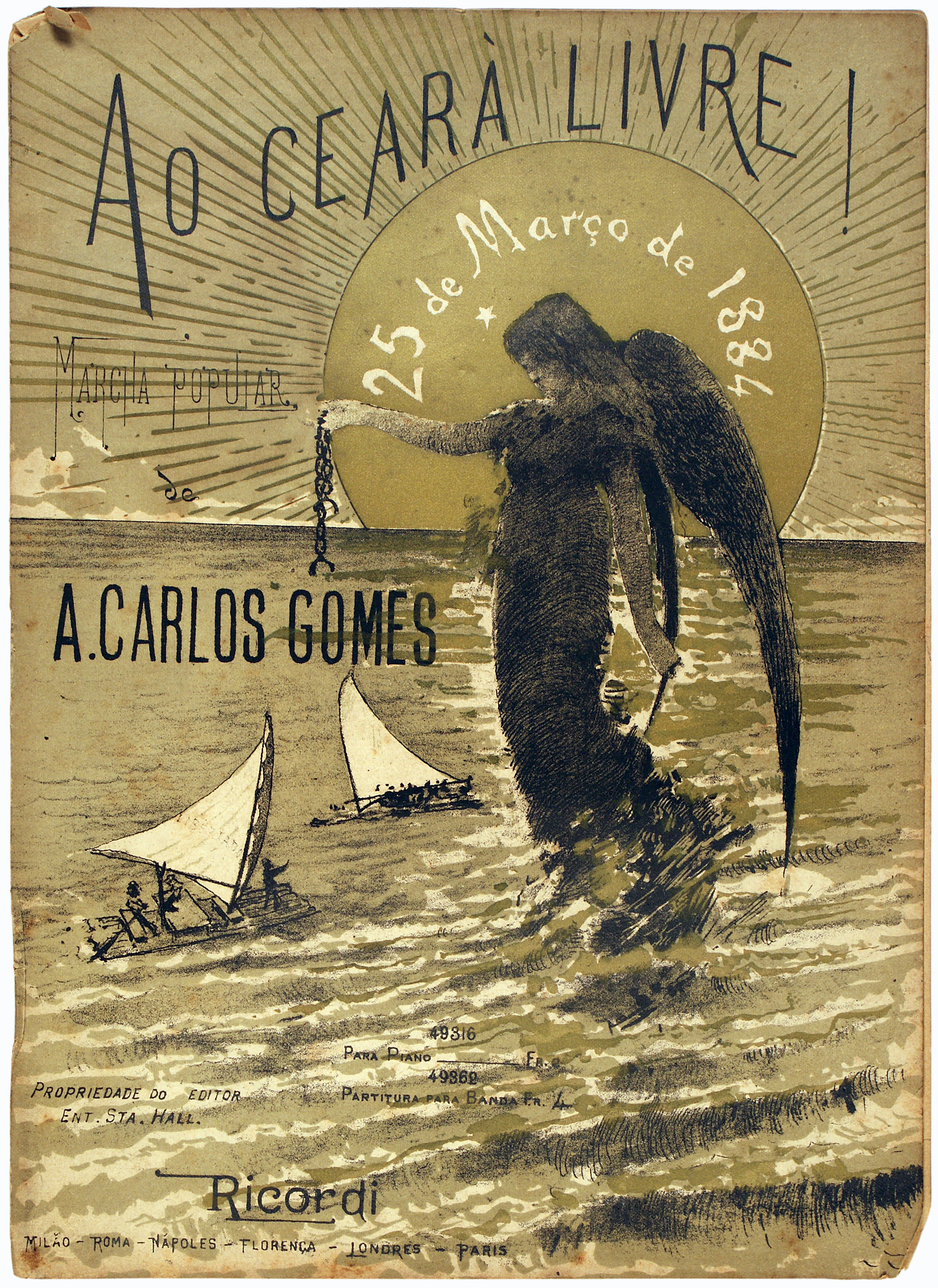
Ao Ceará Livre!. 1884.
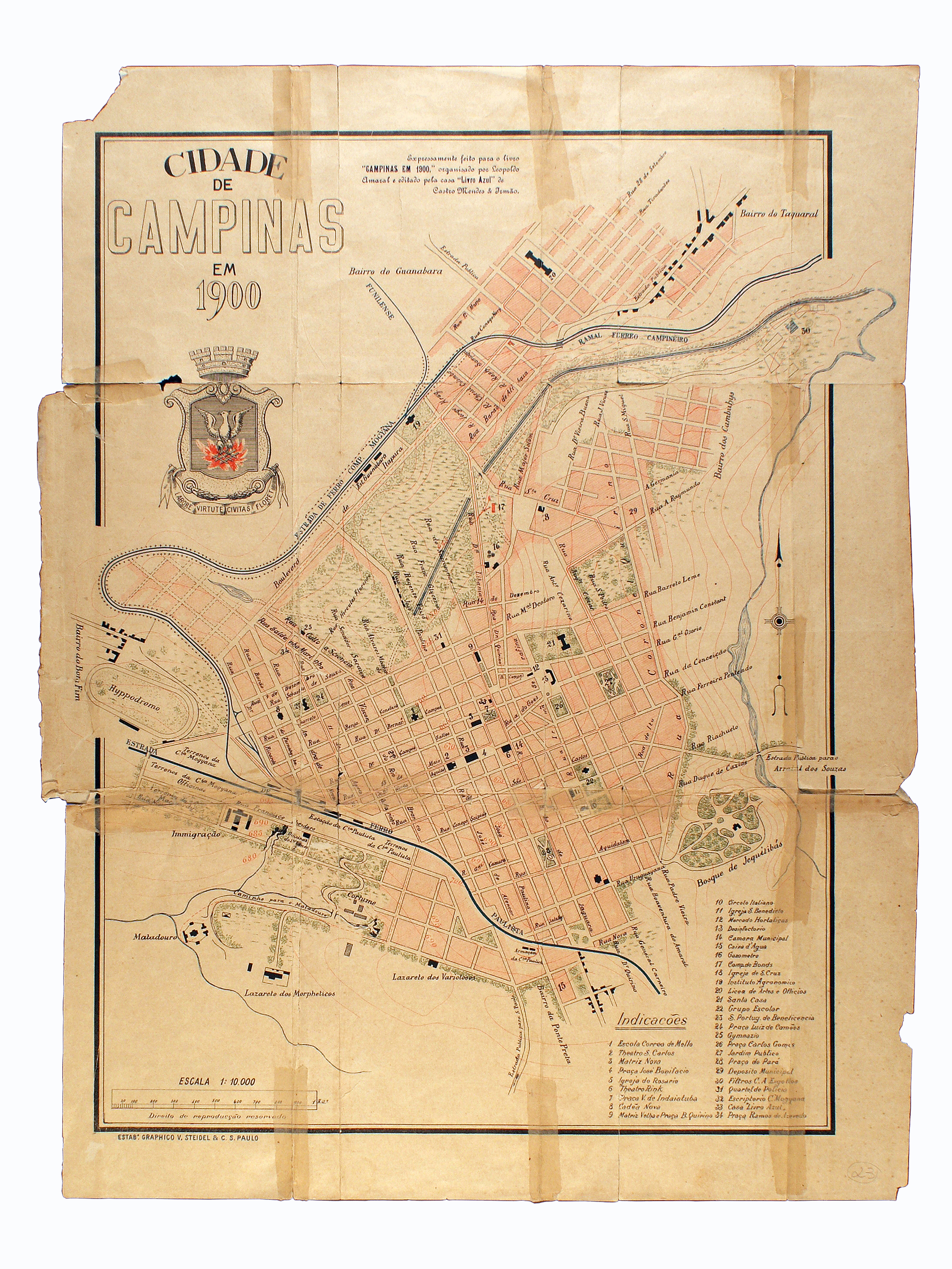
Cidade de Campinas. 1900.
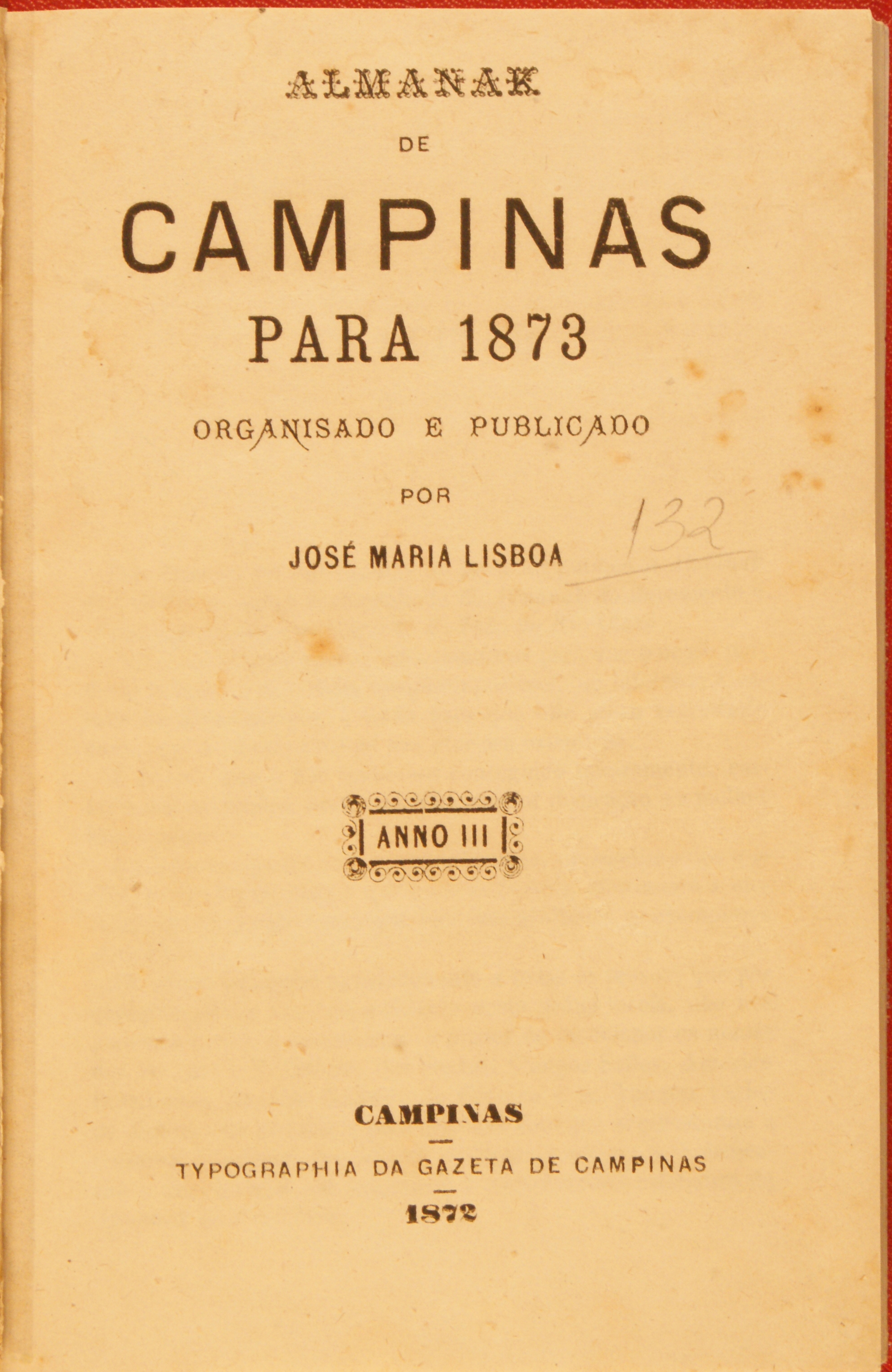
Almanak de Campinas. 1873.